# Morawskie enklawy na Śląsku

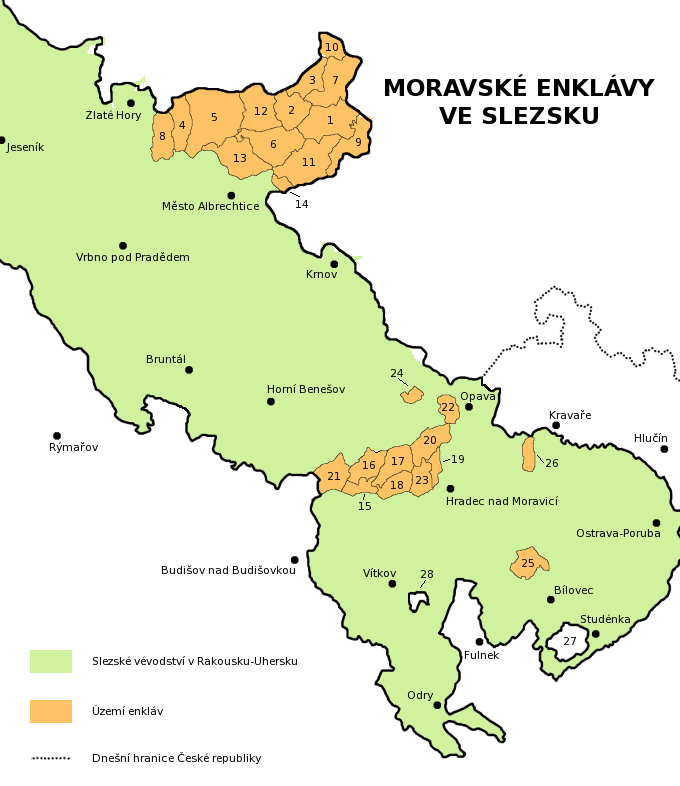
Morawskie enklawy na Śląsku (kolor pomarańczowy)

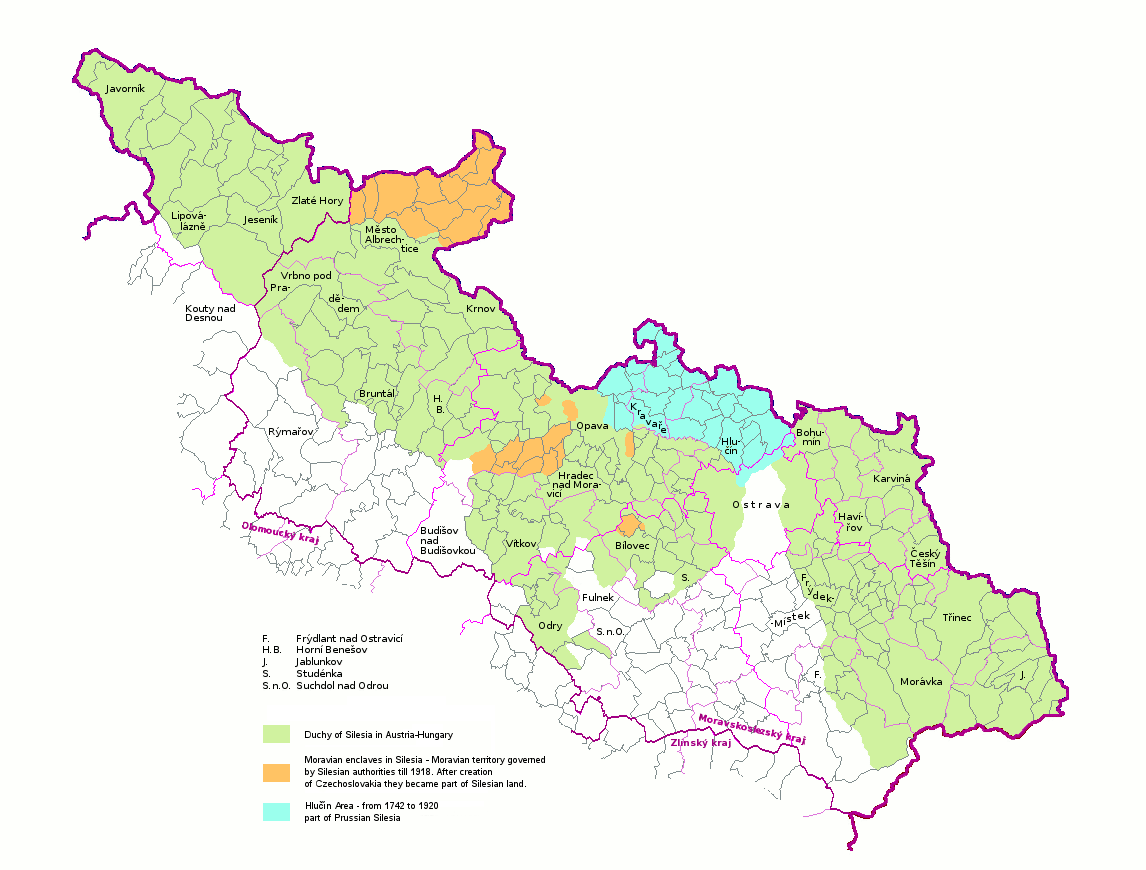
Mapa czeskiego Śląska z zaznaczonymi enklawami

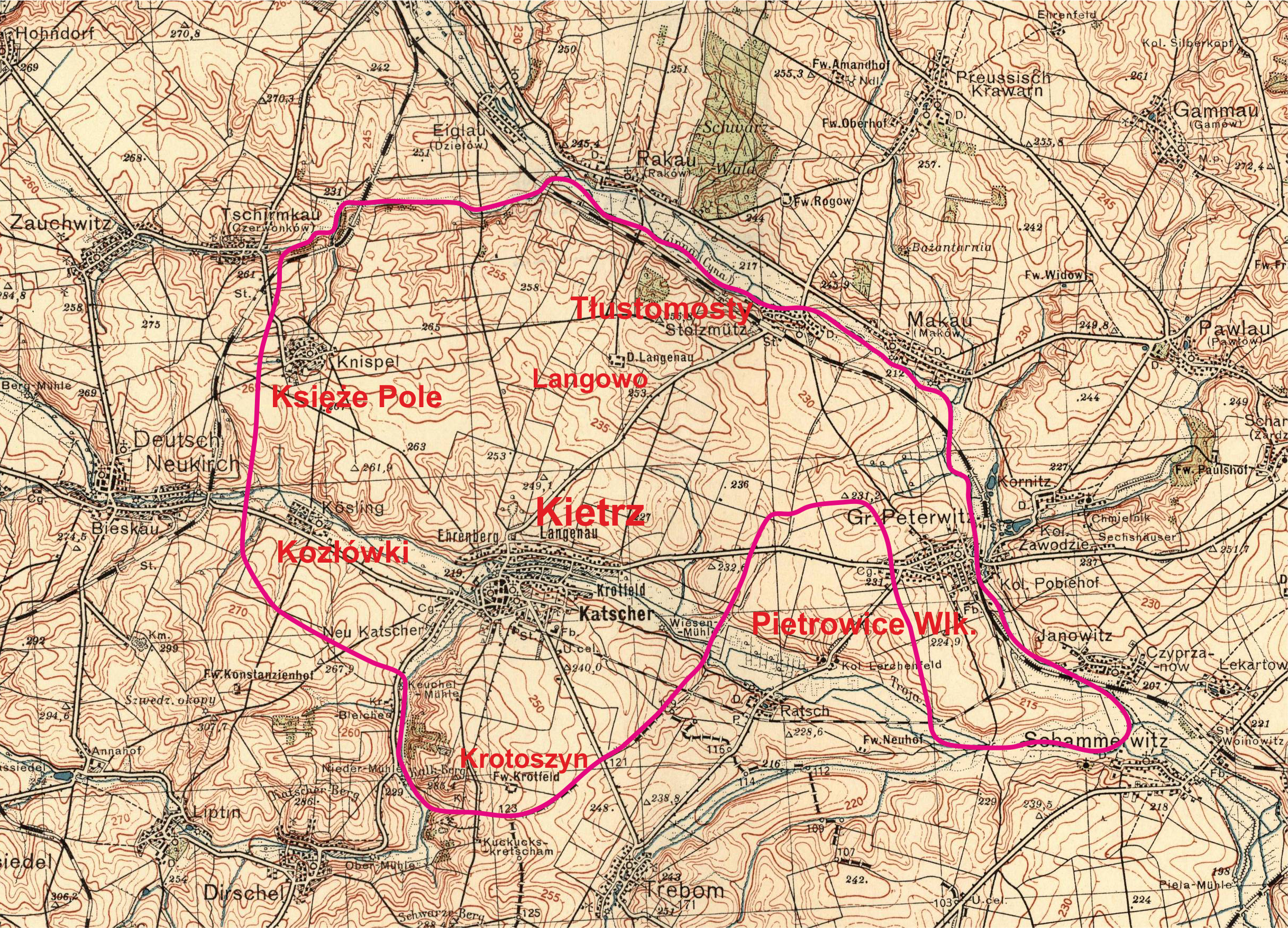
Zasięg enklawy kietrzańskiej

Morawskie enklawy na Śląsku (cz. Moravské enklávy ve Slezsku) – określenie eksklaw (a także cypla) Margrabstwa Morawskiego, które od 1783 do 1928 roku zarządzane były przez urzędy śląskie, lecz według morawskiego prawodawstwa. Obecnie znajdują się one w granicach kraju morawsko-śląskiego w Czechach oraz województwa opolskiego w Polsce.
Enklawy te stanowiły część Moraw od momentu powstania Margrabstwa Morawskiego w 1182 roku. Stan ten nie zmienił się pomimo powstania księstwa opawskiego w drugiej połowie XIII wieku, ponieważ stanowiąc majątek biskupstwa ołomunieckiego nie były podległe władcom tego księstwa. Po I wojnie śląskiej w granicach Królestwa Prus znalazła się jedna z tych enklaw - klucz kietrzański.

## Terytoria enklaw
Enklawy składały się z następujących obszarów (numery w nawiasach odpowiadają numerom na załączonej mapie):
- Enklawa osobłoska (niem. Hotzenplotzer Ländchen), o powierzchni 219,32 km², z gminami: (1) Bohušov (też Dolní Povelice, Karlov, Kašnice, Ostrá Hora – dziś części Bohušova), (2) Dívčí Hrad (też Sádek, Životice – dziś części Dívčího hradu), (3) Hlinka, (4) Janov, (5) Jindřichov, (6) Liptaň (też Bučávka, Horní Povelice – dziś części Liptaně), (7) Osobłoga (też Studnice – dziś część Osobłogi), (8) Petrovice, (9) Rusín (w tym Hrozové a Matějovic, ale bez parceli 246/2, która była pierwotnie częścią polskiego Śląska), (10) Slezské Pavlovice (pierwotnie Německé Pavlovice) z wyjątkiem małego, dawniej śląskiego skrawka między Prudnikiem a Sádeckým potokem, (11) Slezské Rudoltice (pierwotnie Rudoltice) (też Koberno, Nový les, Víno – dziś części Slezských Rudoltic) i (12) Vysoká (też Bartultovice, Pitárné – dziś części Vysoké); następnie gminy katastralne (13) Piskořov (dziś część Miasta Albrechtice) i (14) Třemešná (dziś część gminy Třemešná). Historycznie częścią enklawy osobłoskiej są też niektóre skrawki ziemi, które były w 1959 wymienione za inne tereny z Polską.

- Morawski cypel w okolicy Litultovic i Životic, rozciągający się aż do dzisiejszych granic miasta Opawy. Cypel ten miał obszar 72,01 km². Należały do niego następujące gminy: (15) Lhotka u Litultovic, (16) Litultovice (z wyjątkiem Choltic, które nie były częścią pierwotnego katastru Litultovic), (17) Dolní Životice (też Hertice – dziś część Dolních Životic), (18) Mikolajice, (19) Uhlířov, (20) Slavkov, gminy katastralne (21) Deštné (dziś część gminy Jakartovice), (22) Jaktař (dziś część miasta Opawy) a (23) Štáblovice (dziś część gminy Štáblovice).

- Gmina katastralna (24) Vlaštovičky (dziś część opawskiej dzielnicy Vlaštovičky). Ta enklawa miała powierzchnię 2,5056 km².

- Obszar gminy (25) Slatina w tym jej dawnych części Ohrada (dziś część gminy Bílovec) a Karlovice (dziś część gminy Tísek). Ta enklawa miała powierzchnię 2,51 km².

- (26) Suché Lazce (bez osady Přerovce, ale z małą częścią parceli numer 459/1 w gminie katastralnej Štítiny, a w tym Kravařova, który jest dziś częścią gminy katastralnej Komárova u Opavy). Ta enklawa miała powierzchnię 5,22 km².

- Na mapie nie został zaznaczony obszar wokół dziś polskiego miasta Kietrz, od 1742 roku w granicach pruskiego Śląska jako tzw. Pruskie Morawy (Kietrz, Kozłówki, Krotoszyn, Tłustomosty, Pietrowice Wielkie, Langowo, Księże Pole);

Łącznie morawskie enklawy na Śląsku Austriackim liczyły 308,26 km².
Do enklaw tych nie zaliczano od 1783 gmin katastralnych (27) Butovice i (28) Nové Vrbno, które pomimo otoczenia przez gminy śląskie podlegały do 1948 morawskiemu powiatowi Nowy Jiczyn.